# La Vallée sans printemps
La Vallée sans printemps est un roman de Romain Roussel paru en 1937 aux éditions Plon et ayant reçu le prix Interallié la même année. Il a été adapté par Gérard Sandoz pour un téléfilm de Claude-Jean Bonnardot, diffusé en 1972.

## Éditions
- La Vallée sans printemps, éditions Plon, 1937.